# 327 Columbia
A 327 Columbia a Naprendszer kisbolygóövében található aszteroida. Auguste Charlois fedezte fel 1892. március 22-én.